# Dwustronna edycja

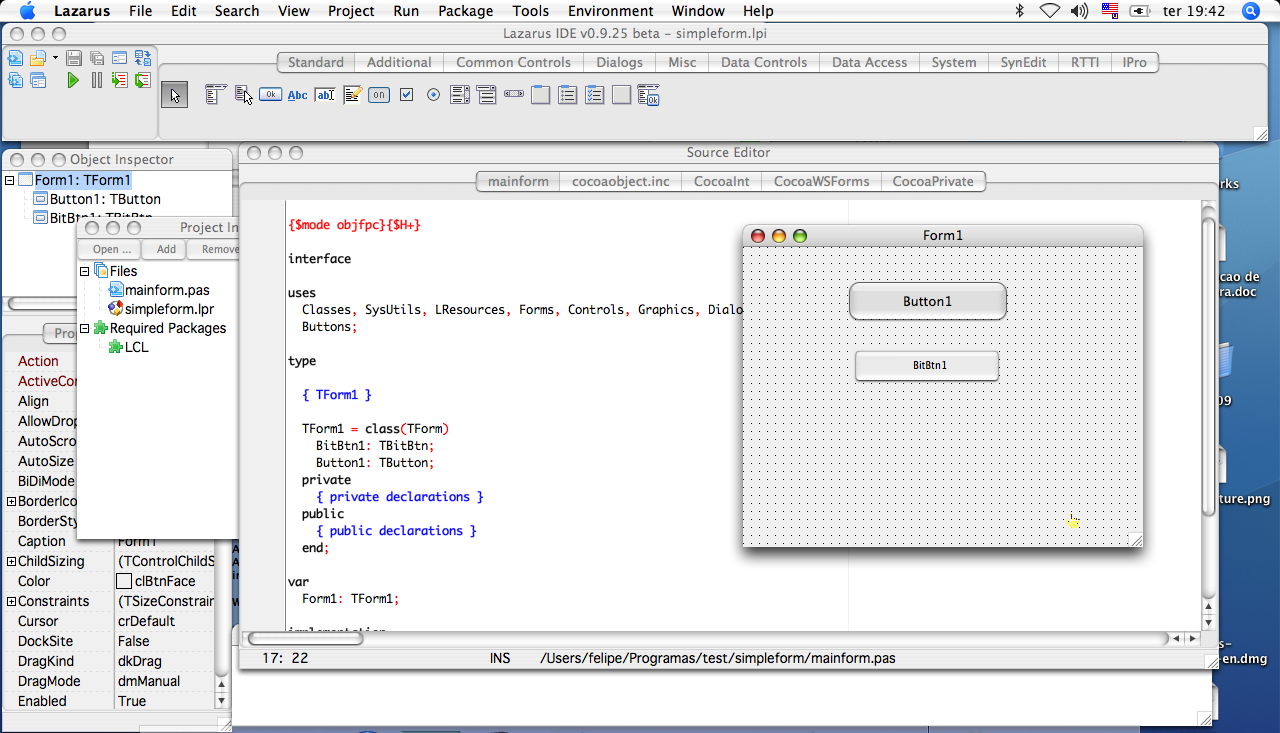
IDE środowiska Lazarus. Formatka utworzona z użyciem IDE i fragment wygenerowanego przez środowisko kodu źródłowego, oraz graficzne przedstawienie własności wybranego obiektu.

Dwustronna edycja (ang. two-way editing, two-way tools) – funkcja graficznego środowiska programistycznego (GUI) odzwierciedlająca zmiany w graficznym przedstawieniu elementów tworzonego programu w kodzie źródłowym programu (czasem odwrotnie).
Dwustronną edycję umożliwiają m.in. środowiska: Visual Studio .NET, Delphi oraz Visual Basic.
Mechanizm dwustronnej edycji wprowadzono w Delphi od jego pierwszej wersji, był doskonalony w kolejnych wersjach. Delphi reklamowało możliwości połączenia graficznego generowania kodu i źródłowego kodu jako uproszczenie przyspieszenie tworzenia aplikacji.